# Nicorvo

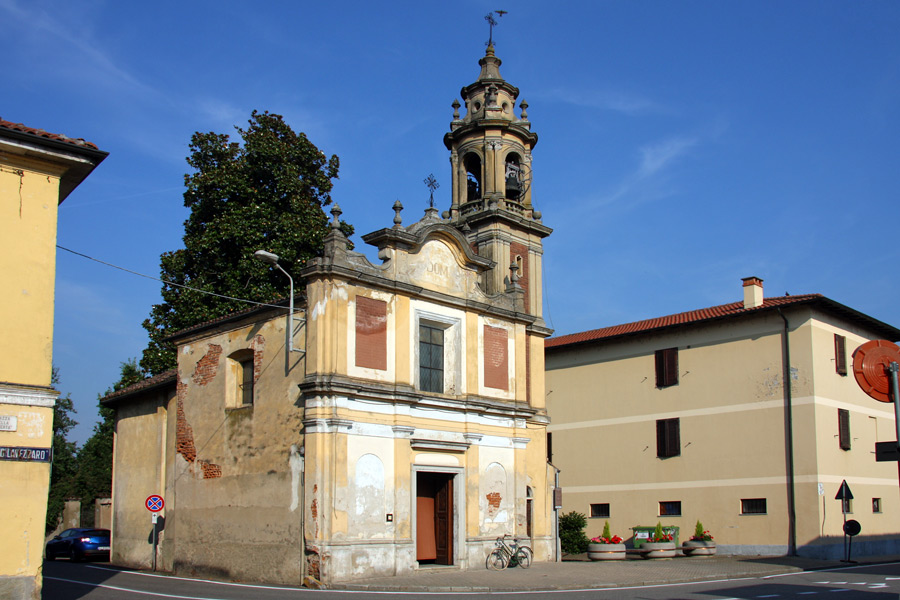
Das Madonnina in Nicorvo

Nicorvo ist eine Gemeinde (comune) mit 275 Einwohnern (Stand 31. Dezember 2023) in der südwestlichen Lombardei im Norden Italiens in der Provinz Pavia. Die Gemeinde liegt etwa 39 Kilometer westnordwestlich von Pavia in der Lomellina an der Agogna und grenzt unmittelbar an die Provinz Novara.
Mit dem Heiligtum der Madonnina befindet sich die Gemeinde am Pilgerweg der Via Francigena.

## Verkehr
Der Bahnhof von Nicorvo liegt an der Bahnstrecke Vercelli–Pavia.